# Джалал, Фарида
Фари́да Джала́л (хинди फरीदा ज़लाल, англ. Farida Jalal, род. 14 мая 1949, Нью-Дели) — индийская актриса

 кино и телевидения. Снимается в кино более 40 лет (за исключением 1983—1990 гг.), фильмография актрисы насчитывает более 140 фильмов, она три раза была награждена премией Filmfare Award за лучшую женскую роль второго плана: в 1972, 1992 и 1996 годах.

## Биография
Фарида Джалал является одной из самых известных индийских актрис, играющих преимущественно роли второго плана: подругу, сестру, маму, тётю, бабушку и др. родственниц главной героини. Дебютировала в кино в 1961 году, а последний фильм с её участием вышел в 2013 году.
Свою первую награду Filmfare Award за лучшую женскую роль второго плана Фарида Джалал получила в 1972 году за роль в фильме Paras (1971). Одной из самых известных ролей актрисы стала роль умственно отсталой девушки с куклой — невесты главного героя (в исполнении Риши Капура) в знаменитом фильме «Бобби» (1973). Другими известными ролями 60-70-е годы XX века стали роли в фильмах «Преданность»  (1969), «Бессмертная любовь» (Amar Prem) (1971) (оба — с Раджешем Кханной и Шармилой Тагор в главных ролях), «Забытая жена» (1975) (с Хемой Малини и Джитендрой в главных ролях).
В 1991 году Фарида Джалал снялась в последней незаконченной режиссёрской работе Раджа Капура «Хенна». За роль в этом фильме актриса была удостоена своей второй награды Filmfare Award. В 1995 году вышел, ставший впоследствии популярным, фильм «Непохищенная невеста», в котором Фарида Джалал вместе с Амришем Пури сыграли родителей героини Каджол, и за роль в котором была удостоена своей третьей награды Filmfare Award.
Фарида Джалал снималась также и в «параллельном кино» (серьёзный реалистический кинематограф, артхаус). В 1977 году снялась в фильме «Шахматисты» режиссёра Сатьяджита Рая. В 1995 году сыграла главную роль в фильме «Маммо» режиссёра Шьяма Бенегала. Этот фильм получил Национальную кинопремию как лучший художественный фильм на хинди, а Фарида Джалал была удостоена Filmfare Critics Award за лучшую роль.
В 1990-2000-х годах с участием Фариды Джалал вышли такие популярные фильмы, как «Танцовщица кабаре» (1992), «Раджа Хиндустани» (1996), «Сумасшедшее сердце» (1997), «Двойник» (1998), «Всё в жизни бывает» (1998), «Как же быть сердцу» (1999), «Скажи, что любишь!» (2000), «И в печали, и в радости» (2001), «Зубейда» («Роковая любовь») (2001), «Чужой ребёнок» (2001), «Похищенная» (2003), «Я схожу с ума от любви» (2003).
Кроме этого, Фарида Джалал снималась во многих телесериалах, например, в популярном комедийном сериале «Dekh Bahi Dekh».

### Семья
Фарида Джалал познакомилась со своим будущим мужем Табрезом Бармаваром на съёмках фильма Jeevan. Их свадьба состоялась в ноябре 1978 года. У пары родился сын по имени Ясин Джалал. С 1983 года по 1990 год, когда у актрисы было не очень много предложений сниматься, она переехала с мужем в Бангалор, где у него был свой бизнес — мыловаренный завод. Табрез Бармавар скончался в сентябре 2003 года.

## Фильмография
- 1961 — Полнолуние / Chaudhvin Ka Chand
- 1964 — / Jahan Ara
- 1967 — / Taqdeer — Зита
- 1968 — Приют весны / Baharon Ki Manzil — Налини Рой
- 1969 — Преданность / Aradhana — Рену
- 1969 — / Mahal
- 1970 — Новый путь / Naya Raasta — Радха Пратап Сингх
- 1970 — / Puraskar — Решма
- 1970 — / Devi — Шобха
- 1971 — История любви / Pyar Ki Kahani — Лата Чандра
- 1971 — Одержимость / Lagan — Дурга
- 1971 — Розыск / Khoj
- 1971 — / Paras — Бела Сингх
- 1972 — Бессмертная любовь / Amar Prem — миссис Нандрикишор Шарма
- 1972 — Фундамент / Buniyaad
- 1972 — Жизнь, жизнь / Zindagi Zindagi — Шима
- 1972 — / Rivaaj — Рену
- 1972 — / Aankh Micholi
- 1972 — / Doctor X
- 1973 — Бобби / Bobby — Алка Шарма (Никки)
- 1973 — Бездельник / Loafer — Рупа
- 1973 — / Heera
- 1973 — Гопи / Gopi — Нандини
- 1973 — Майор / Achanak — Радха
- 1974 — Вынужденные обстоятельства / Majboor — Рену Кханна
- 1974 — / Naya Din Nai Raat — пациент
- 1974 — / Asliyat
- 1975 — Шахматисты / Shatranj Ke Khilari — Нафиса
- 1975 — Забытая жена / Khushboo — Мано
- 1975 — Битва за любовь / Aakraman — Аша
- 1975 — Два детектива / Do Jasoos — Хема Кхушалчанд
- 1975 — Крёстный отец / Dharmatma — Мона
- 1975 — / Dhoti Lota Aur Chowpatty — Раджни
- 1975 — / Uljhan — Камла
- 1975 — / Sankalp — Гита Сегхал
- 1975 — / Kala Sona — Бела
- 1976 — Час расплаты / Bundal Baaz — Малти
- 1976 — Доверие / Shaque — миссис Субраманиам
- 1976 — / Sabse Bada Rupaiya — Биндия
- 1976 — / Koi Jeeta Koi Haara
- 1976 — / Lagaaam
- 1977 — Мелодия мечты / Alaap — Сулакшана Гупта
- 1977 — В тени твоих ресниц / Palkon Ki Chhaon Mein
- 1977 — Клятва / Kasum Khoon Ki — Ганга
- 1977 — / Aakhri Goli
- 1977 — / Abhi To Jee Lein — няня
- 1978 — Клянусь именем Ганги / Ganga Ki Saugand — Чампа
- 1978 — / Naya Daur — Дженни
- 1979 — Возмездие / Jurmana — Лайла
- 1979 — / Dhongee — Гита
- 1980 — / Patthar Se Takkar — Бела, сестра Мохана
- 1980 — / Chambal Ki Kasam
- 1981 — / Jwala Daku — Сита (невестка Джвалы)
- 1987 — Отель «Пушпак» / Pushpak — жена фокусника
- 1991 — Хенна / Henna — Биби Гул
- 1992 — Танцовщица кабаре / Dil Aashna Hai — Разия
- 1992 — Зов любви / Paayal — Шанти Деви
- 1992 — Настоящая любовь / Bekhudi — тетушка
- 1992 — / Kal Ki Awaz — Акбари
- 1993 — Gardish — Лакшми Сатхе
- 1994 — Дорогая / Laadla — Гаятри Верма
- 1994 — Кровопролитная схватка / Elaan — Ревати Чаудхари
- 1994 — Любимый / Dulaara — миссис Флоренс Джойнер
- 1994 — / Krantiveer — миссис Тилак
- 1995 — Непохищенная невеста / Dilwale Dulhania Le Jayenge — Ладжо Сингх
- 1995 — Маммо / Mammo — Маммо
- 1995 — Приёмная дочь / Jawab — служанка Раджешвара
- 1995 — Да здравствует Викранта! / Jai Vikraanta
- 1995 — Мученичество / Veergati — Парвати
- 1996 — Раджа Хиндустани / Raja Hindustani — Чачи, тётя Раджи
- 1996 — Принц / Rajkumar — Панна
- 1996 — Всепобеждающая любовь / Ajay — мать Аджая
- 1996 — Любовь и ненависть / Dushman Duniya Ka — управляющая в приюте
- 1996 — Бездельник / Loafer — Джанки Кумар
- 1996 — Разъяренный / Angaara — Сарасвати
- 1996 — Арест / Diljale — мать Шьяма
- 1996 — / Shastra — тетушка
- 1997 — Сумасшедшее сердце / Dil To Pagal Hai — мать Аджая
- 1997 — Радужные надежды / Saat Rang Ke Sapne — Яшода
- 1997 — Причуды любви / Mohabbat — Гитарани Капур
- 1997 — Плут / Aflatoon — мать Раджи
- 1997 — Упрямство / Ziddi — мать Джайи
- 1997 — Расставание / Judaai — мать Каджал
- 1997 — Два цвета крови / Lahoo Ke Do Rang — Халима
- 1997 — Ангел смерти / Mrityudaata — миссис Гхаял
- 1998 — Двойник / Duplicate — миссис Чаудри «Бэбэ»
- 1998 — Всё в жизни бывает / Kuch Kuch Hota Hai — миссис Кханна
- 1998 — Когда влюбляешься / Jab Pyaar Kisise Hota Hai — мать Камала
- 1998 — Доброе имя / Soldier — Шанти Синха
- 1998 — В борьбе со злом / Zor: Never Underestimate the Force — миссис Хан
- 1998 — За решёткой / Salaakhen — Гаятри Агнихотри
- 1999 — Как же быть сердцу / Dil Kya Kare
- 1999 — Красавица / Khoobsurat — Судха Чоудхари
- 1999 — Диверсант / Hindustan Ki Kasam — мать Аджая и Тохеда
- 2000 — Скажи, что любишь! / Kaho Naa... Pyaar Hai — Лили
- 2000 — С любимой под венец / Dulhan Hum Le Jayenge — миссис Оберой
- 2000 — Магия твоей любви / Tera Jadoo Chal Gayaa — мать Пуджи
- 2000 — Легкомысленная девчонка / Kya Kehna — Рохини Бакши
- 2000 — Случайная свидетельница / Khauff — миссис Джавед Сингх
- 2000 — Тайна женщины / Gaja Gamini — Нурбиби
- 2000 — Чёрная шляпа, красный платок / Kaali Topi Lal Rumaal — мать Шалу
- 2000 — Скорпион / Bichhoo — мать Дживы
- 2000 — Призыв / Pukar — Гаятри Раджванш
- 2001 — И в печали, и в радости / Kabhi Khushi Kabhie Gham — Саида
- 2001 — Зубейда (Роковая любовь) / Zubeidaa — Маммо
- 2001 — Чужой ребёнок / Chori Chori Chupke Chupke — Аша Малхотра
- 2001 — Спасение / Moksha: Salvation — мать Салима
- 2001 — Беглянка / Lajja — миссис Сародж
- 2001 — Неистовый / Farz — Рукмани Сингх
- 2002 — Легенда о Бхагате Сингхе / The Legend of Bhagat Singh — Видьявати Сингх
- 2002 — Ты не хочешь меня понять / Kuch Tum Kaho Kuch Hum Kahein
- 2002 — От ненависти до любви / Badhaai Ho Badhaai — миссис Шадха
- 2002 — Эта сумасшедшая любовь / Pyaar Diwana Hota Hai — миссис Чоудхари
- 2002 — Человеческая подлость / Deewangee — миссис Гхойял
- 2003 — Похищенная / Pinjar — миссис Шьямлал, мать Рамчанда
- 2003 — Я схожу с ума от любви / Main Prem Ki Diwani Hoon — миссис Капур
- 2003 — Приключения во времени / Fun2shh Dudes in the 10th Century — миссис Д'Суза / Хирака
- 2003 — В ловушке / Jaal: The Trap — Судха Каул
- 2003 — / Aapko Pehle Bhi Kahin Dekha Hai — Аша
- 2003 — / Kaise Kahoon Ke Pyaar Hai
- 2004 — Честь / Garv: Pride and Honour — миссис Шакунтала Дикшит
- 2004 — Тарзан: Супер-кар / Taarzan: The Wonder Car — миссис Чоудхари
- 2005 — И прольется дождь... / Barsaat ... — бабушка Каджал
- 2005 — На вираже любви / Pyaar Mein Twist — мисс Арья
- 2006 — Непобедимый / Aryan: Unbreakable — миссис Браганза
- 2007 — Старший брат / Big Brother — Ситадеви С. Шарма
- 2008 — Крылья желаний / Yaariyan — мать Джасавара
- 2009 — Кто знает, что случится завтра? / Kal Kissne Dekha — Мария
- 2010 — С надеждой на лучшее / Aashayein — Мадху
- 2010 — Клятва на крови / Khuda Kasam — Фатима
- 2010 — / Krantiveer: The Revolution — миссис Тилак
- 2011 — Любовь, расставания, жизнь / Love Breakups Zindagi — Биджи
- 2011 — / Chala Mussaddi… Office Office — Шанти Трипатхи
- 2012 — Студент года / Student of the Year — бабушка Абхиманью
- 2012 — 4 дня луны / Chaar Din Ki Chandni
- 2012 — / A Gran Plan — Сатвиндер Каур Беди
- 2012 — / 498A-The Wedding Gift — Рошни Патель
- 2012 — Как сказать, что люблю тебя / Yeh Jo Mohabbat Hai
- 2013 — / Raqt — гувернантка

## Награды и номинации
Награды
- 1972 — Filmfare Award за лучшую женскую роль второго плана — Paras
- 1992 — Filmfare Award за лучшую женскую роль второго плана — «Хенна»
- 1995 — Filmfare Award за лучшую женскую роль по мнению критиков — «Маммо»
- 1996 — Премия ассоциации бенгальских журналистов за лучшую женскую роль в фильме на хинди — «Маммо»
- 1996 — Filmfare Award за лучшую женскую роль второго плана — «Непохищенная невеста»

Номинации
- 1970 — номинация на Filmfare Award за лучшую женскую роль второго плана — «Преданность»
- 1976 — номинация на Filmfare Award за лучшую женскую роль второго плана — «Вынужденные обстоятельства»
- 1978 — номинация на Filmfare Award за лучшую женскую роль второго плана — «Доверие»
- 1980 — номинация на Filmfare Award за лучшую женскую роль второго плана — «Возмездие»